# Dinamično zaviranje
Dinamično zaviranje je način zaviranja lokomotiv pri katerem trakcijski motor deluje kot električni generator. Uporablja se, ko se vlak zaustavlja ali pa se spušča po klancu. Če se pri zaviranju ustvarja elektrika ki se lahko ponovno uporabi ali pošilja v omrežje, se ta proces imenuje regenerativno zaviranje, če pa se električna energija preko radiatorjev spreminja v toploto, se ta proces imenuje imenuje reostatično zaviranje. 
Regenerativno rezerviranje se uporablja tudi v električnih in hibridnih avtomobilih.